# Rue du Général-Bertrand (Liège)
Ne doit pas être confondu avec Rue du Général-Bertrand (Paris).
La rue du Général Bertrand est une rue du quartier Sainte-Marguerite montant de la rue Sainte-Marguerite vers la rue Bidaut.

## Odonymie
Victor Bertrand, né à Liège le 21 août 1857 et mort à Spa en 1931, a pris à la défense de Liège pendant la Première Guerre mondiale ainsi qu'à la bataille de Rabosée en août 1914.